# Baltika Breweries
Baltika Breweries (Russisch: Балтика (пивоваренная компания); Baltika (pivovarennaja kompanija)) is een Russische brouwerijgroep te Sint-Petersburg. Tot 2023 was de groep via Baltic Beverages Holding eigendom van de Carlsberg Group. Het is de grootste brouwerij van Oost-Europa.

## Geschiedenis
Baltika Breweries werd opgericht in 1990 in Sint-Petersburg. In 1992 ging de brouwerij een joint venture aan met Brouwerij Carlsberg (50% aandeel), onder de naam BBH (Baltic Beverages Holding). Vanaf 1996 werd Baltika het meest populaire bier in Rusland. In 2011 bedroeg het marktaandeel 37,4%. Vanaf 2000 begon de brouwerij met de export van hun bieren en momenteel hebben ze een aandeel van meer dan 70% in de export van Russische bieren, naar meer dan 60 landen. Sinds de oprichting werden er nog meer vestigingen opgericht, brouwerijen overgenomen en in 2006 ging de brouwerij samen met drie andere brouwerijen: Vena, Pikra en Jarpivo. Baltika Breweries heeft vestigingen in 10 Russische steden: Sint-Petersburg, Jaroslavl, Toela, Voronezj, Rostov aan de Don, Samara, Tsjeljabinsk, Novosibirsk, Krasnojarsk en Chabarovsk. In 2008 kwam de brouwerijgroep in bezit van een eerste buitenlandse brouwerij in Azerbeidzjan. In april 2008 kwam Baltika Breweries in handen van de Carlsberg Group (88,86% aandeel). De totale brouwcapaciteit van de brouwerijgroep bedraagt 520.000 hl per maand. 
In maart 2022 kondigde Carlsberg aan de brouwerijgroep te willen verkopen om zich terug te kunnen trekken uit Rusland als reactie op de inval van Rusland in Oekraïne en de daarop volgende sanctiemaatregelen vanuit Europa. In juni 2023 gaf Carlsberg aan dat het een koper zou hebben gevonden en dat ze wachtte op toestemming van de Russische autoriteiten, maar in juli confisqueerde de Russische autoriteiten Baltika van Carlsberg en bracht het (tijdelijk) onder bij het Federaal Agentschap voor het Beheer van Staatseigendommen (Rosimoesjtsjestvo) onder leiding van Taimuraz Bolloev. Op 19 juli bracht Baltika nog snel de licentie voor het gebruik van de naam onder bij Carlsberg Kazachstan. Op 24 januari 2024 trok de rechtbank van St. Petersburg de overeenkomst met Carlsberg Kazachstan in. Op 1 maart ging de Carlsberg Kazachstan in beroep tegen de beslissing maar verloor ook dat beroep. Voormalig directeur Denis Sherstennikov en vice-directeur Anton Rogachevsky werden allebei gevangengenomen.

## Bieren

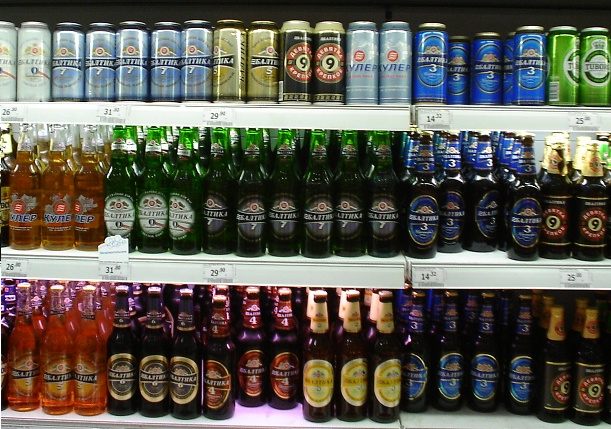
Reeks Baltika bieren

- Nationaal
  - Baltika
  - Nevskoje
  - Žatecký Gus
  - Arsenalnoje
  - Jarpivo
  - Bolsjaja Kroezjka
  - Zjigoelevskoje
- Regionaal
  - Don
  - DV
  - Koepetsjeskoje
  - Samara
  - Sibirski Botsjonok
  - Oeralski Master
  - Tsjeljabinskoje
- Onder licentie
  - Carlsberg
  - Tuborg
  - Kronenbourg 1664
  - Asahi Super Dry
  - Eve